# 293477 Teotihuacan
293477 Teotihuacan este o planetă minoră (asteroid) din centura de asteroizi. A fost descoperită pe 16 martie 2007 la Borbona de Vincenzo Silvano Casulli⁠(d). 
Obiectul prezintă o orbită caracterizată de o semiaxă mare de 2,9861358601871 UAi, o excentricitate de 0,12, o înclinație de 2,7 ° în raport cu ecliptica.